# The Last Rocket
The Last Rocket — дебютный студийный альбом американского рэпера Takeoff и его единственный сольный альбом, изданный прижизнено. Он был выпущен 2 ноября 2018 года на лейблах Capitol Records, Motown Records и Quality Control Music. Впервые альбом был анонсирован 23 октября 2018 года на частной вечеринке в Лос-Анджелесе. С выходом альбома Takeoff стал вторым участником Migos, выпустившим сольный альбом, после альбома Quavo Quavo Huncho, выпущенного в октябре 2018 года и опередив альбом Offset Father of 4 (2019).

## История
В течение 2018 года все три участника Migos начали заниматься сольной карьерой, при этом Quavo стал первым участником, выпустившим сольный альбом, выпустив в октябре альбом Quavo Huncho. За год до этого Offset выпустил совместный альбом с 21 Savage и Metro Boomin под названием Without Warning. Takeoff стал вторым участником группы, объявившем о выпуске сольного альбома на закрытой вечеринке в Лос-Анджелесе 23 октября. Альбом был назван The Last Rocket, и Takeoff подтвердил, что в его создании принял участие давний соавтор группы Migos DJ Durel. Было объявлено, что в альбом войдет трек под названием «Infatuation». Два дня спустя он выпустил первый сингл с альбома, «Last Memory», вместе с музыкальным видео.

## Оценки критиков
| Совокупная оценка | Совокупная оценка |
| Источник          | Оценка            |
| ----------------- | ----------------- |
| Metacritic        | 82/100            |
| Оценки критиков   |                   |
| Источник          | Оценка            |
| AllMusic          | [ 4 ]             |
| Exclaim!          | 8/10              |
| Highsnobiety      | 1.5/5             |
| HipHopDX          | 3.9/5             |
| NME               | [ 8 ]             |
| Pitchfork         | 7.7/10            |
| XXL               | 4/5               |

The Last Rocket получил повсеместное признание критиков. На сайте Metacritic, который присваивает нормализованный рейтинг из 100 баллов рецензиям основных изданий, альбом получил средний балл 82 на основе шести рецензий.
В своей положительной рецензии Клейтон Томлинсон из Exclaim! похвалил The Last Rocket за его «темы, повествование и мощный пример мастерства Takeoff как рэпера», отметив его как более качественную сольную работу, по сравнению с дебютным альбом его коллеги по Migos Quavo Quavo Huncho. Хип-хоп журнал XXL написал: «Хотя большая часть лирического содержания здесь могла бы легко проскользнуть в проект Migos, проворный флоу и ловкая игра слов Takeoff — это настоящий праздник. С точки зрения чистого рэпа, Takeoff становится самым опасным оружием Migos, чего бы это ни стоило». Сэм Мур из NME высоко оценил продолжительность альбома и исполнение Takeoff: «35-минутная продолжительность пластинки типична для более скромного подхода Takeoff к бизнесу, и, хотя иногда он играет довольно безопасно (см. заурядную хвастливую „Soul Plane“ и сонливый лид-сингл „Last Memory“), его дебютному сольному альбому все же удается более или менее доказать, что, если дать ему шанс, Takeoff способен выделиться самостоятельно.» Дэниел Спилбергер из HipHopDX заявил: «Благодаря своей краткости и рискованности, The Last Rocket успешно иллюстрирует таланты Takeoff. Несмотря на то, что здесь нет откровенных бэнгеров и некоторого контента, этот сольный альбом служит проблеском надежды на долговечность любимого трио хип-хопа».
В своей негативной рецензии Трей Олстон из Highsnobiety раскритиковал отсутствие индивидуальности у Takeoff по сравнению с другими участниками Migos: «Скучная подача Takeoff, не вдохновляющие строчки и в основном однообразные биты превращают то, что могло бы стать альбомом, который подогрел бы огонь ярых фанатов, в работу, которая подтверждает мнение критиков. The Last Rocket — это пугающий показатель того, что либо Takeoff боится изобретать колесо, поэтому пробует его в малых дозах, либо для него и Migos в целом не осталось камня на камне. Здесь есть намеки на блеск, которые, если их развить, покажут, что для Migos еще есть какая-то надежда. Но последний альбом Takeoff скорее вызывает зевоту, чем завораживает на всех фронтах; в рэпе это все равно, что подписать смертный приговор своей карьере. И это дебютный сольный альбом, ради всего святого. Похоже, что эта ракета потерялась в атмосфере; будем надеяться, что она не упадет обратно».

## Коммерческие показатели
The Last Rocket дебютировал на четвертом месте в американском чарте Billboard 200 с 49 000 эквивалентных альбому единиц (включая 5 000 чистых продаж альбома). Две песни с альбома попали в американский чарт Billboard Hot 100: «Last Memory» заняла 54 место, а «Casper» — 99 место.

## Список композиций
| №                   | Название                                 | Автор(ы)                                              | Продюсер(ы)               | Длительность |
| ------------------- | ---------------------------------------- | ----------------------------------------------------- | ------------------------- | ------------ |
| 1.                  | «Martian» (Интро)                        | Кершник Болл и Дэрил Макферсон                        | DJ Durel                  | 3:08         |
| 2.                  | «She Gon Wink» (при участии Quavo)       | Болл, Макферсон и Куэйвиус Маршалл                    | DJ Durel                  | 3:36         |
| 3.                  | «None to Me»                             | Болл, Брайан Симмонс, Дуан Эйвери и Филип Гежин       | TM88, DY и Гежин          | 2:31         |
| 4.                  | «Vacation»                               | Болл, Шейн Линдстром, Кевин Гомрингер и Тим Гомрингер | Murda Beatz и Cubeatz     | 2:49         |
| 5.                  | «Last Memory»                            | Болл, Джон Фитч и Дэрил Харло                         | Monsta Beatz              | 2:42         |
| 6.                  | «I Remember»                             | Болл, Линдстром и Мэтью Маккуин                       | Murda Beatz и Smokescreen | 2:59         |
| 7.                  | «Lead the Wave»                          | Болл и Макферсон                                      | DJ Durel                  | 3:25         |
| 8.                  | «Casper»                                 | Болл и Гэри Фаунтейн                                  | Nonstop da Hitman         | 3:17         |
| 9.                  | «Insomnia»                               | Болл и Тайрон Дуглас                                  | Buddah Bless              | 2:44         |
| 10.                 | «Infatuation» (при участии Дайтоны Фокс) | Болл, Тимоти Джонсон III и Кори Рикеттс               | Masked Man                | 3:41         |
| 11.                 | «Soul Plane»                             | Болл и Джошуа Кросс                                   | Cassius Jay               | 3:18         |
| 12.                 | «Bruce Wayne» (Аутро)                    | Болл, Уэсли Гласс и Кросс                             | Wheezy и Кассиус Джей     | 3:47         |
| Общая длительность: | Общая длительность:                      | Общая длительность:                                   | Общая длительность:       | 35:17        |

## Чарты
| Чарт (2018)                            | Высшая позиция |
| -------------------------------------- | -------------- |
| Бельгия/Фландрия (Ultratop)            | 69             |
| Бельгия/Валлония (Ultratop)            | 108            |
| Канада (Canadian Albums Chart)         | 8              |
| Нидерланды (Album Top 100)             | 29             |
| Ирландия (IRMA)                        | 62             |
| Латвия (LAIPA)                         | 27             |
| Норвегия (VG-lista)                    | 24             |
| Швеция (Sverigetopplistan)             | 51             |
| Швейцария (Schweizer Hitparade)        | 83             |
| Великобритания (UK Albums Chart)       | 42             |
| США (Billboard 200)                    | 4              |
| США (Billboard Top R&B/Hip-Hop Albums) | 2              |

## История выпуска
| Регион | Дата            | Лейблы                            | Форматы                        | Прим.  |
| ------ | --------------- | --------------------------------- | ------------------------------ | ------ |
| Разные | 2 ноября 2018   | Capitol, Motown и Quality Control | Цифровое скачивание и стриминг | [ 25 ] |
| Разные | 14 декабря 2018 | Capitol, Motown и Quality Control | CD                             | [ 26 ] |
| Разные | 22 февраля 2019 | Capitol, Motown и Quality Control | Пластинка                      | [ 27 ] |